# Флінт (гірська порода)

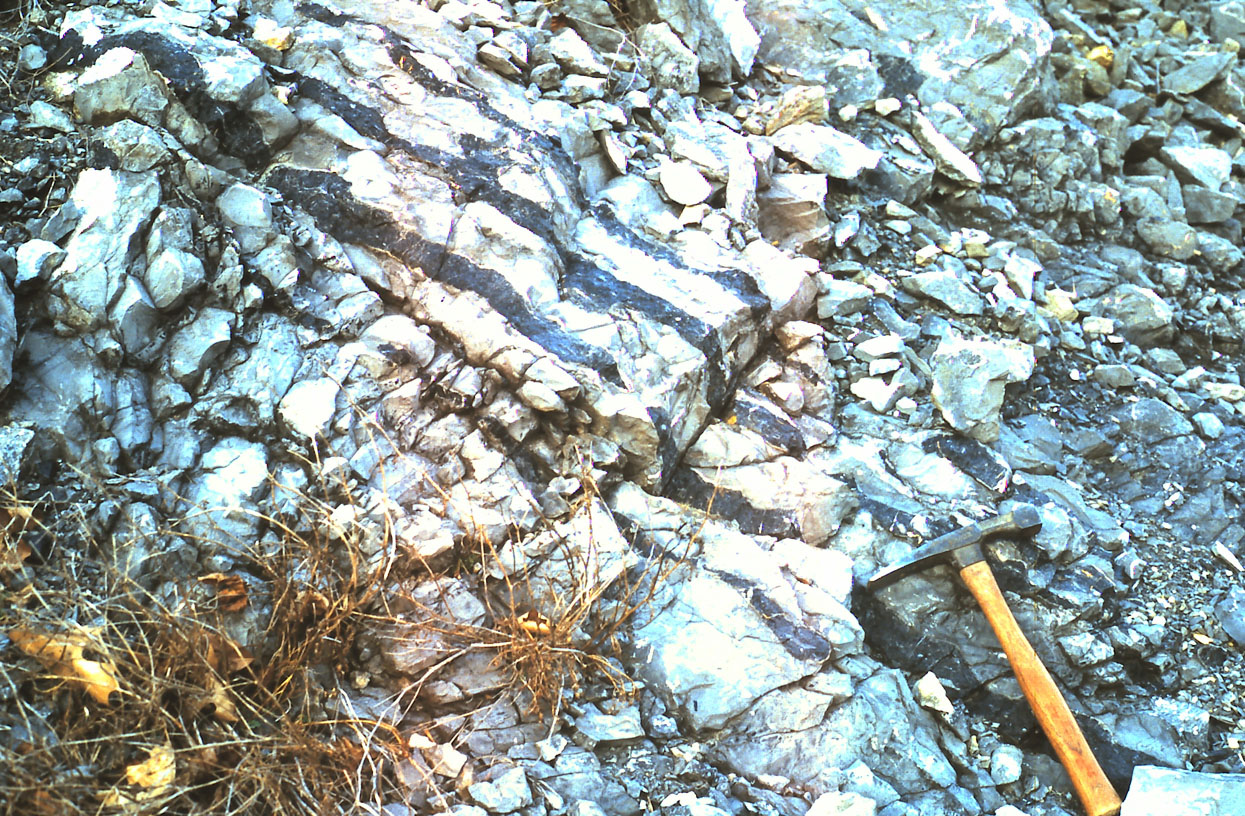
Флінт (чорні включення-смуги) в девонських вапняках. Пенсільванія

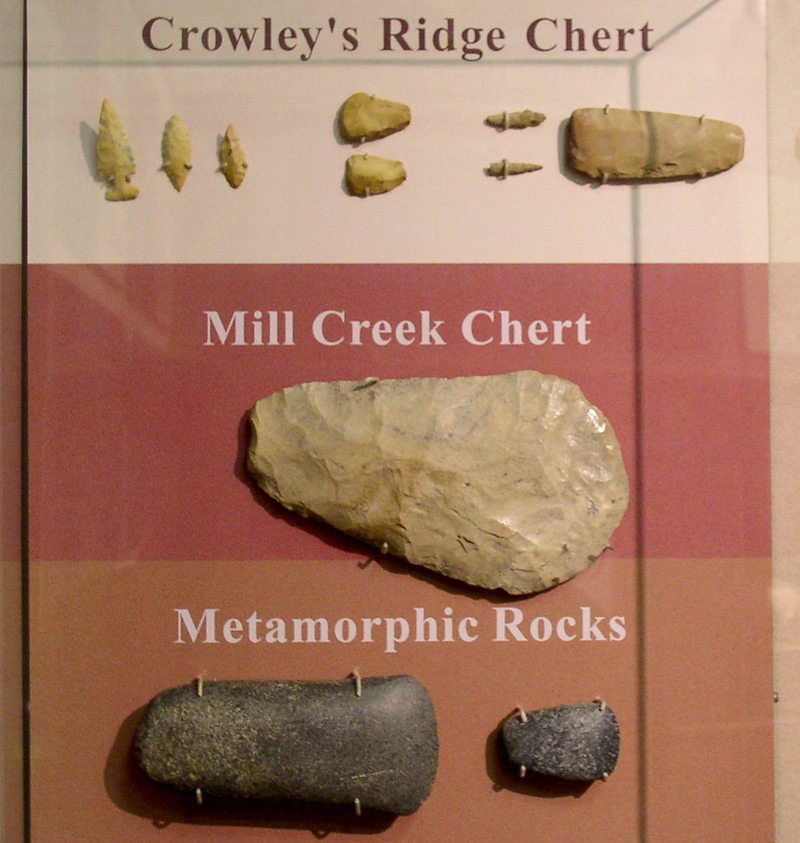
Різновиди флінта з Арканзасу.

Флінт — міцний тонкозернистий різновид кремнезему. Опал, який частково перейшов у халцедон. Крім халцедону містить прихованокристалічний кварц. Має раковистий злам. Зустрічається у вигляді жовен у вапняках.
Флінт-парамудрас — конкреції опалу у відкладах верхньої крейди.
У сучасній літературі зустрічається й інша назва — черт (гірська порода) (від англ. Chert).